# Neil Smith
Neil Robert Smith (Leith, 18 de juny de 1954 - Nova York, 29 de setembre de 2012) va ser un geògraf i acadèmic escocès.

## Biografia
Es va graduar a la Universitat de Saint Andrews el 1977. Va rebre el doctorat el 1982 a la Universitat Johns Hopkins. Va ser professor de Geografia a la Universitat de Colúmbia entre 1982 i 1986, i després a la Universitat Rutgers entre 1986 i 2000. A Rutgers va ser degà del departament de Geografia (1991-94) i membre del Centre per a l'Anàlisi Crítica de la Cultura Contemporània. Fou també catedràtic d'Antropologia i Geografia al Centre de Graduats de la Universitat de la Ciutat de Nova York. Entre 2008 i 2012 va dictar classes a la Universitat d'Aberdeen.

## Pensament
En la seva obra més important sobre teoria social, Uneven Development: Nature, Capital and the Production of Space (1984), va proposar que el desenvolupament espacial desigual és una funció de la lògica capitalista, així que tant la societat com l'economia «produeixen» l'espai. Hi destaca la gentrificació dels barris pobres com un procés econòmic impulsat pel preus del sòl i l'especulació, no essent mai una preferència cultural pels qui viuen a la ciutat. La descripció de Smith sobre la gentrificació constata com el capitalisme configura la naturalesa i l'espai geogràfic.
Entre altres publicacions, a Capital financer, propietat immobiliària i cultura (Macba/UAB, 2005), escrit amb el seu col·lega, el també catedràtic de Geografia David Harvey, critica el procés de «disneyficació» del model urbà de Barcelona.

## Obra publicada
- 2009: Democracy, States, and the Struggle for Global Justice. Routledge (editat amb Heather Gautney, Omar Dahbour and Ashley Dawson).
- 2006: The Politics of Public Space (amb Setha Low). Routledge.
- 2006: La Produccion de la Naturaleza; La Produccion del Espacio. Mexico City: Sistema Universidad Abierta, Universidad Nacional Autonoma de Mexico, 2006
- 2005: The Endgame of Globalization. Routledge.
- 2005: Capital financer, propietat immobiliària i cultura. MACBA & Publicacions de la Universitat Autonoma de Barcelona, Barcelona (amb David Harvey)
- 2003: American Empire: Roosevelt's Geographer and the Prelude to Globalization. University of California Press (Los Angeles Times Book Prize for Biography).
- 2000: Globalización: Transformaciones urbanas, precarización social y discriminación de género (amb Cindi Katz). Nueva Grafica, S.A.L. La Cuesta, La Laguna.
- 1996: The New Urban Frontier: Gentrification and the Revanchist City. Routledge.
- 1994: Geography and Empire: Critical Studies in the History of Geography (editat amb Anne Godlewska). Basil Blackwell, Oxford.
- 1986: Gentrification of the City (editat amb Peter Williams). George Allen i Unwin, London.
- 1984: Uneven Development: Nature, Capital and the Production of Space. Basil Blackwell.
- 1977: Geography, Social Welfare and Underdevelopment. University of St. Andrews (editat amb Malcolm Forbes and Michael Kershaw).